# Повілас Плехавічюс
Повілас Плехавічюс (1890–1973) відомий також як Paweł Plechowicz був імперським російським, а потім литовський військовий і державний діяч з польським корінням. У службі Литви він дослужився до звання генерала армії в міжвоєнний період. Він є найвідомішим за його дії під час литовських війн за незалежність, за організацію Військового переворот у Литві (1926) і ведучий литовські сили самооборони під час німецької окупації Литви.

## Біографія

### Дитинство та юність
Повілас Плехавічюс народився 1 лютого 1890 року на території сучасного Мажейкяйського району в сім'ї литовського фермера Ігнаса Плехавічюса (лит. Ignas Plechavičius). Його мати була литовська дворянка Констанція Плехавічюс (до шлюбу Буконатіте) (лит. Konstancija Bukontaitė-Plechavičienė).
У 1908 році закінчив гімназію в Москві. У 1911 закінчив Торгово-промисловий інститут, а в 1914 році - Оренбурзьку кавалерійську військову школу.
У Першу світову війну воював в рядах Російської імператорської армії. З 1917 року  - на Кавказькому фронті. Прилучився до Білого руху. Влітку 1918 року повернувся в Литву.